# الحصان الأسود (رواية)
الحصان الأسود أو الجمال الأسود أو الفتنة السوداء (بالإنجليزية: Black Beauty)‏، رواية نشرت عام 1877 للكاتبة الإنجليزي آنا سويل. كانت قد ألفتها في السنوات الأخيرة من حياتها، حيث بقيت في منزلها بسبب الإعاقة. أصبحت الرواية بشكل فوري أفضل الكتب مبيعا، وتوفيت سويل بعد خمسة أشهر من تاريخ نشرها. بيعت منها خمسين مليون نسخة، وتعتبر رواية الجمال الأسود أحد أكثر الكتب مبيعا على مر العصور.
ألفت آنا سويل هذه الرواية في وقت كانت فيه الخيل وسيلة التنقل المثلى والأكثر انتشارا، وقد لمست قلوب الملايين حيث بدأ أُناس عديدون يتعاطفون مع الحيوان الذي يتألم ويشقى بصمت دون أن يشعر به أحد .
في عام 2003، تم سرد الرواية في عدد 58 استطلاع الأكثر قراءة للبي بي سي.

## خلفية
«... لا وجود لدين بلا حب. للناس أن يتحدثوا عن دينهم بقدر ما يشاؤون، ولكن إن لم يعلمهم دينهم أن يكونوا أناسًا صالحين وأن يكونوا رحماء بالإنسان والحيوان، فهو إذن دينٌ زائف...» – الحصان الأسود، الفصل الثالث عشر، الفقرة الأخيرة.
وُلدت آنا سويل في غريت يارموث، إنجلترا، وكان لها أخ يُدعى فيليب يعمل مهندسًا في أوروبا. تعثرت آنا وهي بعمر الرابعة عشرة في أثناء عودتها إلى منزلها من المدرسة في يوم ممطر، وأصابت كلا كاحليها. لم تقدر آنا بعدها على المشي أو الوقوف لأي فترة من الزمن نتيجة العلاج الخاطئ. أبدت آنا شغفًا بالخيول بعد إصابتها بالعجز، وقضت عدة ساعات طويلة في توصيل والدها بعربة الخيل إلى محطة القطار التي يتجه منها إلى عمله. أبدت آنا احترامًا  كبيرًا للخيول بحكم اعتمادها عليها في جر العربات. دخلت آنا مجال الكتابة في شبابها عندما ساعدت في تحرير كتابات والدتها، ماري وايت سويل (1797–1884). كانت ماري كاتبة مشهورة متدينة ألفت عددًا من الكتب الأكثر مبيعًا للشباب.
لم تتزوج آنا مطلقًا ولم تنجب أي أطفال. قابلت آنا عدة كتاب وفنانين ومحبي الإنسان خلال رحلاتها إلى المنتجعات الأوروبية. لم تكتب آنا في حياتها كتابًا سوى رواية الحصان الأسود في منزلها في أولد كاتون خلال الفترة من عام 1871 إلى 1877. ساءت صحتها بشدة في تلك الفترة، وكانت بالكاد قادرة على النهوض من سريرها. وفي أغلب الأحوال اضطرت والدتها المحبة لمساعدتها في أوقات المرض. باعت آنا الكتاب للناشر المحلي جارلود وأبنائه. حطم الكتاب أرقام المبيعات القياسية، واحتل المرتبة السادسة ضمن أكثر الكتب مبيعًا باللغة الإنجليزية. اخترقت آنا حاجزًا أدبيًا جديدًا بتلاوة قصة حياة جواد في صورة سيرة ذاتية، ووصفها للعالم من منظور الجواد.
توفيت آنا في 25 أبريل عام 1878، إما بسبب الاتهاب الكبدي أو الدرن، وذلك بعد خمسة أشهر من نشر الرواية، ولكنها عاشت فترة كافية كي ترى النجاح الذي حققته. دُفنت في 30 أبريل عام 1878 في مدفنة للكويكرز في لاماس بالقرب من بوكستون، نورفولك حيث تجد لافتة معلقة على حائط عند مثواها تخليدًا لذكراها. أضحى مكان ولادتها في تشريش بلان، غريت يارموث، متحفًا.
لم تكتب سويل تلك الرواية للأطفال. وذكرت أن الدافع وراء روايتها هو «غرس قيم العطف، والشفقة، والتوعية بالمعاملة الحسنة للخيول». نسبت آنا مصدر إلهامها إلى مقالة عن الحيوانات من تأليف هوراس بوشنل (1802–1876) بعنوان «مقالة عن الحيوانات». أدى تصويرها المتعاطف لمحنة الحيوانات العاملة إلى فيض غامر من الاهتمام بسلامة الحيوان، ويُقال إن لتلك الرواية دور حيوي في التخلي عن بعض العادات القاسية على الحيوانات مثل ربط الخيل باللجام (حزام يُستخدم في رفع رأس الجواد للأعلى. كان يُعد أداة رائجة في العصر الفكتوري، ولكنه كان يؤلم أعناق الخيول ويؤذيها). ذكرت الرواية كذلك عادة وضع الغمامات على أعين الخيول، وأفضت إلى أن تلك العادة كانت على الأرجح تتسبب في حوادث بالنظر إلى تفوق الخيول في قدرتها على الرؤية في الليل على الإنسان.

## ملخص الحبكة
تسرد الرواية ذكريات الجواد المُشار إليه في العنوان (الحصان الأسود) بصيغة المتكلم (الحصان). تبدأ الرواية بأيام الجواد الأولى عندما كان مهرًا صغيرًا في إحدى المزارع الإنجليزية مع أمه، مرورًا بحياته الصعبة في لندن عندما كان يجر عربات الأجرة، وانتهاءً بفترة تقاعده السعيدة في الأرياف. قابل الجواد العديد من الصعوبات على طول الطريق، واستحضر في ذاكرته عدة حكايات عطف فيها أحدهم عليه تارة، وقسى فيها أحدهم عليه تارة أخرى. ينطوي كل فصل على حادثة في حياة الحصان الأسود تلقنه درسًا ما، وعادةً ما تتعلق الفصول بعدة مواضيع مثل العطف، والشفقة، والوعي بالمعاملة الحسنة للخيول. أضفت آنا ملاحظات تفصيلية وأوصافًا شاملة عن سلوك الخيول، ما يدل على صدق الرواية ومحاكاتها الصادقة للواقع.
وصف الكتاب أحوال سائقي عربات الأجرة التي تجرها الخيول، بما في ذلك المصاعب المالية التي كانوا يواجهونها مثل رسوم التراخيص المرتفعة، والأجور الثابتة المنخفضة. ذكرت صفحة هامشية في بعض الطبعات أنه بعد نشر الكتاب بفترة وجيزة، خفضت الحكومة رسوم ترخيص عربات الأجرة بنسبة كبيرة.

## روابط خارجية
- الحصان الأسود على موقع الموسوعة البريطانية (الإنجليزية)